# Joan Antonio Cumis

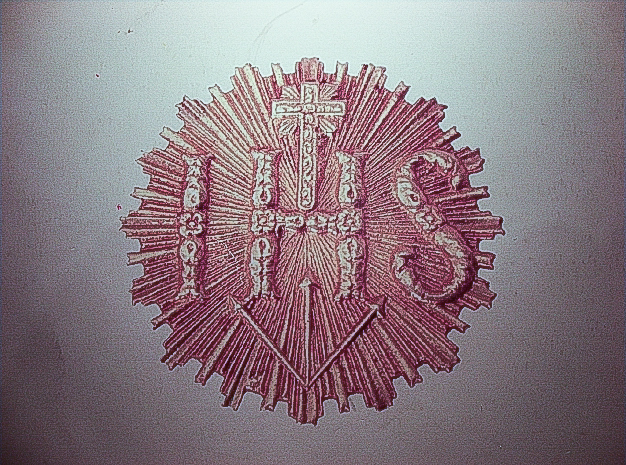
Emblema dei Gesuiti

Joan Antonio Cumis (Catanzaro, 1537 – Lima, 1618) è stato un gesuita italiano operante in Perù.

## Notizie biografiche
Discendente da un'antica e nobile famiglia di Catanzaro di origine francese, appunto i Cumis, era entrato nell'Ordine dei Gesuiti in età avanzata, nel 1588, avendo già passato la cinquantina ed era stato destinato in Perù.
Nei "Monumenta peruana", l'edizione moderna in cui i Gesuiti hanno raccolto e reso pubblico, a partire dal 1954, tutti i documenti della storia peruviana dell'Ordine, sono pochi gli accenni che lo riguardano.
Apprendiamo comunque che conosceva personalmente il Generale dei Gesuiti, Claudio Acquaviva che, nel 1589, lo raccomandò al Padre Provinciale di Lima, suggerendo di aiutarlo in una bisogna che, però, non è dato di conoscere.
Nel Catalogo dell'Ordine, datato 1595, viene descritto come "coadjutor". Si tratta quindi di un confratello che aveva pronunciato i soli voti minori di castità, povertà ed obbedienza ed era perciò escluso dall'esercizio delle funzioni sacerdotali. Solitamente questi religiosi erano utilizzati per particolari attitudini, come dipingere, costruire edifici, insegnare materie tecniche o per funzioni amministrative, ma non sappiamo quale fosse l'attività in cui Cumis eccelleva.
Intorno al 1590, Cumis si trovò coinvolto in qualche avvenimento contrario alle regole dell'Ordine. Ancora una volta non sappiamo di che cosa si tratti, ma in una lettera di Aquaviva in persona e a lui indirizzata, si fa riferimento a questo suo comportamento negativo. Doveva trattarsi di una difficoltà già superata perché il Generale dell'Ordine prende atto del suo ritorno sulla retta via e lo incita a riparare il passato.
Cumis maturò comunque la decisione di abbandonare il Perù e nel 1594 scrisse ad Aquaviva per chiedere di essere inviato in Cina. Non conosciamo il testo della sua lettera, ma ci è pervenuta la risposta fermamente negativa del suo superiore che lo invita all'obbedienza.
Cumis era destinato a restare in Perù dove morì, a Lima, nel 1618 senza lasciare altre tracce rilevanti di sé.

## Investigazioni recenti

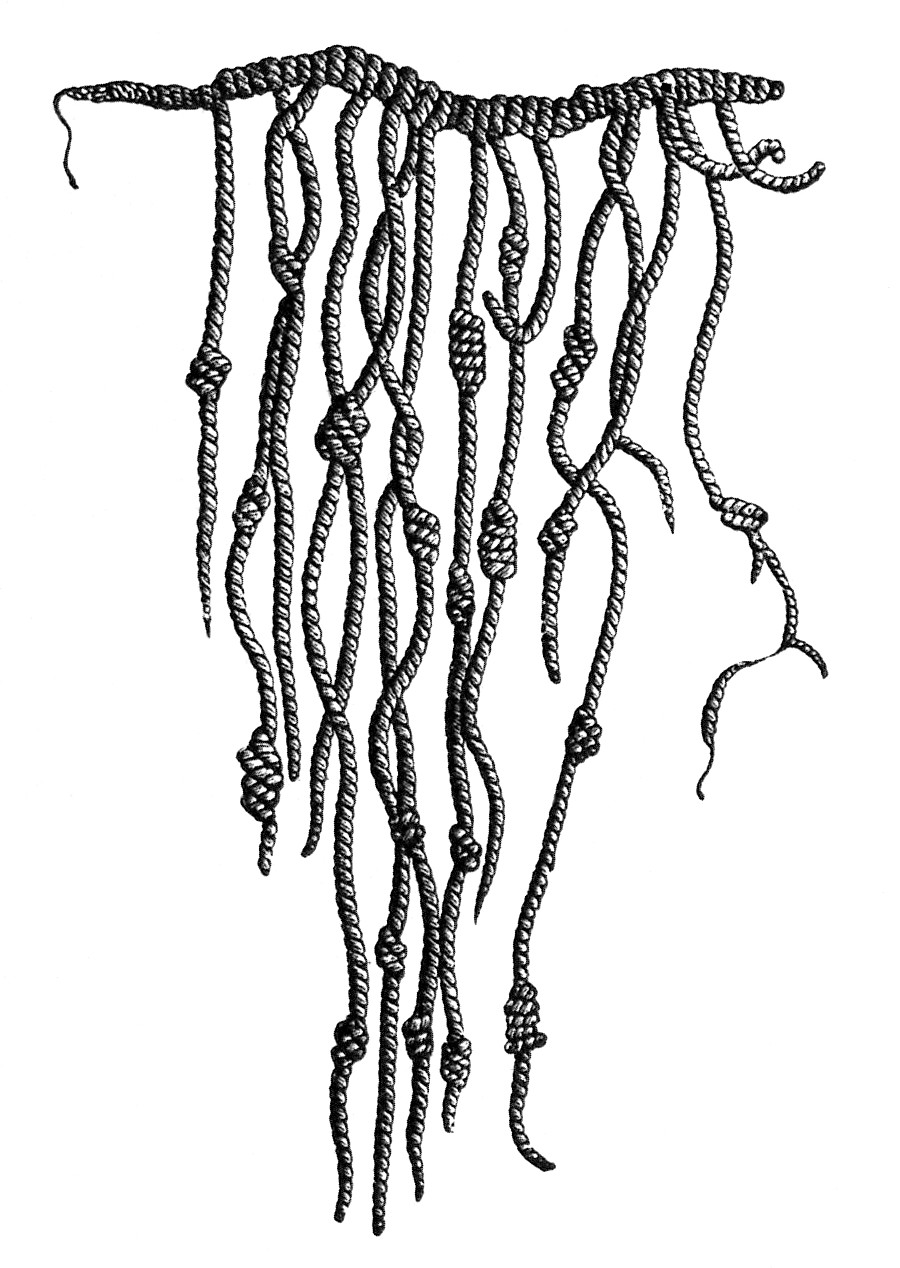
Ricostruzione di un quipu

Queste scarse notizie, anche piuttosto banali, non giustificano l'interesse che si è levato, negli ultimi tempi, intorno al gesuita italiano morto quasi 400 anni fa in Perù. In effetti la memoria di Cumis sarebbe stata, con ogni probabilità, destinata a rimanere sepolta nell'oblio se la scoperta di alcuni documenti non avesse destato l'interesse della cronaca intorno alla sua figura.
Si tratta dei documenti della contestata "Collezione Miccinelli" e in particolare di uno dei manoscritti ivi conservati, quello dal titolo "Historia et rudimenta linguae piruanorum". Due gesuiti vi hanno trascritto, usando uno pseudonimo, le loro segrete riflessioni e uno dei due sembra essere proprio Joan Antonio Cumis. Dietro alla sigla "JAC" si nasconderebbe, in effetti, il gesuita catanzarese riconosciuto per alcuni accenni alla sua vita e alla riproduzione del suo stemma di famiglia.
Una relazione di fatti del 500 non comporterebbe, di per sé, tanta risonanza, ma quella di Cumis è sconcertante. Vi si sostiene che Francisco Pizarro, il conquistatore del Perù, avrebbe avuto ragione degli Inca di Atahuallpa grazie a del vino avvelenato confezionato da due frati domenicani al suo seguito.
Nello scritto figurano anche altre rivelazioni sulla figura enigmatica di Blas Valera e sul suo scontro con i Gesuiti peruviani. Infine vengono rivelate le linee guida per la transliterazione dei quipu, i  misteriosi nodi degli Inca, e si trascrive una grammatica della lingua quechua, semplice ma efficace.
L'autenticità dei documenti in questione è attualmente al centro di accese dispute nel mondo accademico per cui, è azzardoso riconoscere a Cumis la paternità di quelle sorprendenti rivelazioni, così come è incauto sostenerne l'autenticità.

## Avvertenze
Per un'analisi approfondita del contenuto dei documenti  consultare la voce su Blas Valera